# Bahrain-Merida/2017
Deze pagina geeft een overzicht van de Bahrain-Merida Pro Cycling Team-wielerploeg in  2017.

## Algemeen
Algemeen manager:  Brent Copeland
Ploegleiders:  Paolo Artuso,  Mario Chiesa,  Tristan Hoffman,  Philippe Mauduit,  Vladimir Miholjević,  Harald Morscher,  Paolo Slongo en  Alberto Volpi.
Fietsmerk: Merida
Kopmannen:  Janez Brajkovič,  Javier Moreno en  Vincenzo Nibali.

## Renners
| Naam                 | Geboortedatum | Nationaliteit | Ploeg 2016                    |
| -------------------- | ------------- | ------------- | ----------------------------- |
| Valerio Agnoli       | 06-01-1985    | Italië        | Astana Pro Team               |
| Yukiya Arashiro      | 22-09-1984    | Japan         | Lampre-Merida                 |
| Manuele Boaro        | 12-03-1987    | Italië        | Tinkoff                       |
| Grega Bole           | 13-08-1985    | Slovenië      | Nippo-Vini Fantini            |
| Niccolò Bonifazio    | 29-10-1993    | Italië        | Trek-Segafredo                |
| Borut Božič          | 08-08-1980    | Slovenië      | Cofidis                       |
| Janez Brajkovič      | 18-12-1983    | Slovenië      | UnitedHealthcare              |
| Ondřej Cink          | 07-12-1990    | Tsjechië      | Neo                           |
| Sonny Colbrelli      | 17-05-1990    | Italië        | Bardiani CSF                  |
| Feng Chun-kai        | 02-11-1988    | Taiwan        | Lampre-Merida                 |
| Iván García          | 20-11-1995    | Spanje        | Etixx-Quick Step (stagiair)   |
| Enrico Gasparotto    | 22-03-1982    | Italië        | Wanty-Groupe Gobert           |
| Tsgabu Grmay         | 25-08-1991    | Ethiopië      | Lampre-Merida                 |
| Heinrich Haussler    | 25-02-1984    | Australië     | IAM Cycling                   |
| Jon Ander Insausti   | 13-12-1992    | Spanje        | Euskadi Basque Country-Murias |
| Ion Izagirre         | 04-02-1989    | Spanje        | Movistar Team                 |
| Javier Moreno        | 18-07-1984    | Spanje        | Movistar Team                 |
| Ramūnas Navardauskas | 30-01-1988    | Litouwen      | Cannondale-Drapac             |
| Antonio Nibali       | 23-09-1992    | Italië        | Nippo-Vini Fantini            |
| Vincenzo Nibali      | 14-11-1984    | Italië        | Astana Pro Team               |
| Domen Novak          | 12-07-1995    | Slovenië      | Adria Mobil                   |
| Franco Pellizotti    | 15-01-1978    | Italië        | Androni Giocattoli-Sidermec   |
| David Per            | 13-02-1995    | Slovenië      | Adria Mobil                   |
| Luka Pibernik        | 23-10-1993    | Slovenië      | Lampre-Merida                 |
| Kanstantsin Siwtsow  | 09-08-1982    | Wit-Rusland   | Dimension Data                |
| Giovanni Visconti    | 13-01-1983    | Italië        | Movistar Team                 |
| Meiyin Wang          | 26-12-1988    | China         | Wisdom-Hengxiang              |

## Belangrijkste overwinningen
Ronde van San Juan
3e etappe: Ramūnas Navardauskas
Parijs-Nice
2e etappe: Sonny Colbrelli
Brabantse Pijl
Winnaar: Sonny Colbrelli
Ronde van Kroatië
Eindklassement: Vincenzo Nibali
Ronde van Italië
3e etappe: Vincenco Nibali
Ronde van Japan
7e etappe: Jon Ander Insausti
Nationale kampioenschappen wielrennen
Ethiopië - wegrit: Tsgabu Grmay
Ronde van Spanje
3e etappe: Vincenzo Nibali
Coppa Bernocchi
Winnaar: Sonny Colbrelli
Ronde van Emilia
Winnaar: Giovanni Visconti
Ronde van Lombardije
Winnaar: Vincenzo Nibali
2017 · 2018 · 2019 · 2020 · 2021 · 2022 · 2023 · 2024 · 2025
AG2R-La Mondiale · Astana Pro Team · Bahrain-Merida · BMC Racing Team · BORA-hansgrohe · Cannondale-Drapac · Team Dimension Data · FDJ · Katjoesja-Alpecin · Team LottoNL-Jumbo · Lotto Soudal · Movistar Team · Orica-Scott · Quick Step · Team Sky · Team Sunweb · Trek-Segafredo · UAE Team Emirates